# Seznam oper Gioacchina Rossiniho
Toto je seznam oper italského skladatele Gioacchina Rossiniho (1792–1868). Viz seznam skladeb Gioacchina Rossiniho, kde jsou uvedeny jeho další díla.

## Seznam složených oper
| Český název                                                  | Originální název | Typ                  | Počet jednání                     | Libreto | Datum premiéry                                       | Místo premiéry                                                       |
| ------------------------------------------------------------ | --- | -------------------- | --------------------------------- | --- | ---------------------------------------------------- | -------------------------------------------------------------------- |
| Demetrio a Polibio                                           | Demetrio e Polibio | dramma serio         | 2 jednání                         | Vincenzina Viganò-Mombelli, možná podle Metastasia | 18. květen 1812 (složena 1806–09)                    | Řím, Teatro Valle                                                    |
| Manželství na směnku                                         | La cambiale di matrimonio | komická farsa        | 1 jednání                         | Gaetano Rossi, podle Camillo Federicim a Giuseppe Checcherinim libretě (1807) pro Carla Coccia | 3. listopad 1810                                     | Benátky, Teatro San Moisè                                            |
| Podivné nedorozumění                                         | L'equivoco stravagante | dramma giocoso       | 2 jednání                         | Gaetano Gasbarri | 26. říjen 1811                                       | Bologna, Teatro del Corso                                            |
| Šťastný omyl                                                 | L'inganno felice | farsa                | 1 jednání                         | Giuseppe Maria Foppa, podle Giuseppe Palombavě libretě (1798) pro Giovanni Paisiello | 8. leden 1812                                        | Benátky, Teatro San Moisè                                            |
| Cyrus v Babylóně aneb Baltazarův pád                         | Ciro in Babilonia ossia La caduta di Baldassare | dramma con cori      | 2 jednání                         | Francesco Aventi | 14. březen 1812                                      | Ferrara, Teatro comunale di Ferrara                                  |
| Hedvábný žebřík                                              | La scala di seta | komická farsa        | 1 jednání                         | Giuseppe Maria Foppa, podle libreta François-Antoine-Eugène de Planarda (1808) pro Pierre Gaveaux | 9. květen 1812                                       | Benátky, Teatro San Moisè                                            |
| Zkouška lásky                                                | La pietra del paragone | melodramma giocoso   | 2 jednání                         | Luigi Romanelli | 26. září 1812                                        | Milán, La Scala                                                      |
| Příležitost dělá zloděje aneb Záměna kufru                   | L'occasione fa il ladro ossia Il cambio della valigia | burletta             | 1 jednání                         | Luigi Prividali, podle Le prétendu sans le savoir (1810) Eugène Scribeho | 24. listopad 1812                                    | Benátky, Teatro San Moisè                                            |
| Pan Nevrlínek aneb Hazard se synem                           | Il signor Bruschino ossia Il figlio per azzardo | farsa giocosa        | 1 jednání                         | Giuseppe Maria Foppa, podle Le fils par hasard (1809) autorů Reného de Chazet a Maurice Ourryho | 27. leden 1813                                       | Benátky, Teatro San Moisè                                            |
| Tancredi                                                     | Tancredi | melodramma eroico    | 2 jednání                         | Gaetano Rossi, podle Voltaireho; revidováno Luigim Lechim | 6. únor 1813; revidovaná verze: 21. březen 1813      | Benátky, Teatro La Fenice; revidovaná verze: Ferrara                 |
| Italka v Alžíru                                              | L'italiana in Algeri | dramma giocoso       | 2 jednání                         | Angelo Anelli, původně napsané (1808) pro Luigiho Mosca | 22. květen 1813                                      | Benátky, Teatro San Benedetto                                        |
| Aurelian v Palmýře                                           | Aureliano in Palmira | dramma serio         | 2 jednání                         | (připisováno Felice Romanimu, možná ve spolupráci s Luigim Romanelliem nebo Gianem Francesco Romanellim, po Gaetanovi Sertorovi | 26. prosinec 1813                                    | Milán, La Scala                                                      |
| Turek v Itálii                                               | Il turco in Italia | dramma buffo         | 2 jednání                         | Felice Romani, podle libreta Caterino Mazzolàho (1788) pro Franze Seydelmanna | 14. srpen 1814                                       | Milán, La Scala                                                      |
| Sigismondo                                                   | Sigismondo | dramma               | 2 jednání                         | Giuseppe Maria Foppa | 26. prosinec 1814                                    | Benátky, Teatro La Fenice                                            |
| Alžběta, královna anglická                                   | Elisabetta, regina d'Inghilterra | dramma               | 2 jednání                         | Giovanni Schmidt, podle Carlo Federiciho a Sophia Lee | 4. říjen 1815                                        | Neapol, Teatro San Carlo                                             |
| Torvaldo a Dorliska                                          | Torvaldo e Dorliska | dramma semiserio     | 2 jednání                         | Cesare Sterbini, podle Jean-Baptiste de Coudryho Vie et amours du chevalier de Faubles (1790) a dalších libretech založených na dílech jako je libreto Claude-François Fillette-Lorauxe (1791) pro Luigiho Cherubiniho a libreto Francesca Gonella pro (1796) Simona Mayre a Ferdinanda Paera | 26. prosinec 1815                                    | Řím, Teatro Valle                                                    |
| Lazebník sevillský aneb Marná opatrnost                      | Il barbiere di Siviglia ossia L'inutile precauzione (původně zvaný Almaviva)                                                                                        | commedia             | 2 jednání                         | Cesare Sterbini, podle Beaumarchaisově a Giuseppe Petrosellinim libretu (1782) pro Giovanniho Paisielloho | 20. únor 1816                                        | Řím, Teatro Argentina                                                |
| Věstník aneb Zpochybněné manželství                          | La gazzetta ossia Il matrimonio per concorso | dramma (opera buffa) | 2 jednání                         | Giuseppe Palomba (revidováno Andrea Leonem Tottolou), podle Il matrimonio per concorso (1763) Carla Goldoniho | 26. září 1816                                        | Neapol, Teatro de' Fiorentini                                        |
| Othello aneb Maur benátský                                   | Otello ossia Il Moro di Venezia | dramma               | 3 jednání                         | Francesco Maria Berio di Salsa, podle Othello, ou le More de Venise (1792) od Jean-Françoise Ducise | 4. prosinec 1816                                     | Neapol, Teatro del Fondo                                             |
| Popelka                                                      | La Cenerentola ossia La bontà in trionfo | dramma giocoso       | 2 jednání                         | Jacopo Ferretti, podle Popelky (1698) Charlese Perraulta | 25. leden 1817                                       | Řím, Teatro Valle                                                    |
| Straka zlodějka                                              | La gazza ladra | melodramma           | 2 jednání                         | Giovanni Gherardini, podle La Pie voleuse (1815) od Jean-Marie-Théodore Baudouin d'Aubigny a Louis-Charlese Caignieze | 31. květen 1817                                      | Milán, La Scala                                                      |
| Armida                                                       | Armida | dramma               | 3 jednání                         | Giovanni Schmidt, podle Osvobozeného Jeruzaléma od Torquata Tassa | 11. listopad 1817                                    | Neapol, Teatro San Carlo                                             |
| Adelaida z Burgundska aneb Otto, král Itálie                 | Adelaide di Borgogna ossia Ottone, re d'Italia | dramma               | 2 jednání                         | Giovanni Schmidt | 27. prosinec 1817                                    | Řím, Teatro Argentina                                                |
| Mojžíš v Egyptě                                              | Mosè in Egitto | azione tragico-sacra | 3 jednání                         | Andrea Leone Tottola, dle L'Osiride (1760) od Francesca Ringhieriho | 5. březen 1818                                       | Neapol, Teatro San Carlo                                             |
| Adina Kalif bagdádský                                        | Adina ossia Il califfo di Bagdad | farsa                | 1 jednání                         | Gherardo Bevilacqua-Aldobrandini, asi podle libreta Felice Romaniho Il Califfo e la schiava pro Francesca Basilyho (1819) | 22. června 1826 (složeno 1818)                       | Lisabon, Teatro Reale di San Carlo                                   |
| Ricciardo a Zoraide                                          | Ricciardo e Zoraide | dramma               | 2 jednání                         | Francesco Maria Berio di Salsa, podle básně Ricciardetto od Niccolò Forteguerriho | 3. prosinec 1818                                     | Neapol, Teatro San Carlo                                             |
| Hermiona                                                     | Ermione | azione tragica       | 2 jednání                         | Andrea Leone Tottola, podle Andromaque (1667) od Jeana Racina | 27. březen 1819                                      | Neapol, Teatro San Carlo                                             |
| Eduard a Kristina                                            | Eduardo e Cristina (někdy nazývané Edoardo e Cristina) | dramma               | 2 jednání                         | Giovanni Schmidt (původně napsané v roce [1810] pro Stefana Pavesiho), revidováno pro Rossiniho Gherarden Bevilacqua-Aldobrandinim a Andrea Leonem Tottolou | 24. duben 1819                                       | Benátky, Teatro San Benedetto                                        |
| Jezerní paní                                                 | La donna del lago | melodramma           | 2 jednání                         | Andrea Leone Tottola, podle Jezerní panny Waltera Scotta | 24. říjen 1819                                       | Neapol, Teatro San Carlo                                             |
| Bianca a Falliero                                            | Bianca e Falliero ossia Il consiglio dei tre | melodramma           | 2 jednání                         | Felice Romani, podle Blanche et Montcassin Antoine-Vincenta Arnaulta | 26. prosinec 1819                                    | Milán, La Scala                                                      |
| Mohamed II. (upraven v prosinci 1822)                        | Maometto II | dramma               | 2 jednání                         | Cesare della Valle, asi podle Felice Romanim; revidováno Gaetanem Rossim | 3. prosinec1820; revidovaná verze: 26. prosince 1822 | Neapol, Teatro San Carlo; evidovaná verze: Benátky, Teatro La Fenice |
| Matilde di Shabran                                           | Matilde di Shabran ossia Bellezza e Cuor di Ferro (také nazvané Matilde Shabran [zpočátku], Bellezza e Cuor di Ferro [Neapol, 1821] a Corradino [Milán, také 1821]) | opera semiseria      | 2 jednání                         | Jacopo Ferretti, podle François-Benoît Hoffmanově libretě Euphrosine, ou Le tyran corrigé (1790) pro Étienne Méhul a Jacques-Marie Boutet de Monvel (1798), odvozené od Voltaira | 24. února 1821                                       | Řím, Teatro Apollo                                                   |
| Zelmira                                                      | Zelmira | dramma               | 2 jednání                         | Andrea Leone Tottola, podle Zelmire (1762) Dormonta de Belloye | 16. února 1822                                       | Neapol, Teatro San Carlo                                             |
| Semiramis                                                    | Semiramide | melodramma tragico   | 2 jednání                         | Gaetano Rossi, podle Voltaira | 3. února 1823                                        | Benátky, Teatro La Fenice                                            |
| Hugo, král Itálie jiný název: Hugo, král italský nedokončeno | Ugo, re d'Italia | dramma?              | 3? jednání                        | Gaetano Rossi? | nebylo provedeno (složeno 1823-1824)                 | určeno Londýn                                                        |
| Cesta do Remeše aneb Hotel u zlaté lilie                     | Il viaggio a Reims, ossia L'albergo del Giglio d'Oro | dramma giocoso       | 3 jednání; nyní obvykle 1 jednání | Luigi Balocchi, podle Corinne, ou L'Italie od Madame de Staël | 19. června 1825                                      | Paříž, Théâtre Italien                                               |
| Obléhání Korintu                                             | Le siège de Corinthe (revize Mohameda II.) | tragédie lyrique     | 3 jednání                         | Luigi Balocchi a Alexandre Soumet, podle libreta pro Mohameda II. | 9. říjen 1826                                        | Paris Opéra, Salle Le Peletier                                       |
| Mojžíš a faraon (revize Mojžíše v Egyptě)                    | Moïse et Pharaon ou Le passage de la mer rouge | opéra                | 4 jednání                         | Luigi Balocchi a Victor-Joseph Étienne de Jouy, podle libreta pro Mojžíše v Egyptě | 26. březen 1827                                      | Paris Opéra, Salle Le Peletier                                       |
| Hrabě Ory                                                    | Le comte Ory | opéra bouffe         | 2 jednání                         | Eugène Scribe a Charles-Gaspard Delestre-Poirson | 20. srpen 1828                                       | Paris Opéra, Salle Le Peletier                                       |
| Vilém Tell                                                   | Guillaume Tell | opéra                | 4 jednání                         | Victor-Joseph-Ėtienne de Jouy, Hippolyte-Louis-Florent Bis a Armand Marrast, podle Friedricha Schillera | 3. srpen 1829                                        | Paris Opéra, Salle Le Peletier                                       |

## Díla odvozená z Rossiniho oper se souhlasem skladatele
| Název | Žánr      | Jednání   | Libreto                                                                                | Premiéra datum    | Místo, divadlo                 |
| --- | --------- | --------- | -------------------------------------------------------------------------------------- | ----------------- | ------------------------------ |
| Ivanhoé (skládá se výhradně z hudby převzaté z dřívějších Rossiniho oper Antonia Paciniho)                              | pasticcio | 3 jednání | Emile Deschamps a Gustave de Wailly, po Ivanhoe Waltera Scotta                         | 15. září 1826     | Paříž, Odéon                   |
| Robert Bruce (upraveno Louisem Niedermeyerem z Jezerní paní, Zelmiry, Bianca a Falliero, Torvalda a Dorlisky a Armidy ) | pasticcio | 3 jednání | Jean-Nicolas van Nieuwenhuysen a Alphonse Royer, podle Historie Skotska Waltera Scotta | 30. prosince 1846 | Paris Opéra, Salle Le Peletier |

## Další pasticcia využívající Rossiniho hudbu
| Název | Žánr      | Jednání   | Libreto                                                                  | Premiéra datum     | Místo, divadlo           |
| --- | --------- | --------- | ------------------------------------------------------------------------ | ------------------ | ------------------------ |
| La fausse Agnès, ou Le poète campagnard (skládá se z hudby Rossiniho a dalších skladatelů, včetně Cimarosy a Meyerbeera )                             | pasticcio | 3 jednání | Castil-Blaze po Destouches                                               | Před červnem 1826  | Paříž, Théâtre de Madame |
| Le Neveu de Monseigneur (skládá se z hudby upravené Lucem Guėnėem z oper Rossiniho a dalších skladatelů, včetně Paciniho, Fioravantiho a Morlacchiho) | pasticcio | 2 jednání | Jean-François Bayard, Thomas Sauvage a Romieu                            | 7. srpna 1826      | Paříž, Odéon             |
| Le testament (upraveno Jean Frédéric-Auguste Lemierre de Corveyem podle oper Rossiniho)                                                               | pasticcio | 2 jednání | Joseph-Henri de Saur a Léonce de Saint-Géniès                            | 22. ledna 1827     | Paříž, Odéon             |
| M. de Pourceaugnac (upraveno z oper Rossiniho a Webera)                                                                                               | pasticcio | 3 jednání | Možná Castil-Blaze podle Molièra                                         | 24. února 1827     | Paříž, Odéon             |
| Cinderella, or The Fairy and the Little Glass Slipper (upraveno z Popelky, Viléma Tella, Mohamed II. a Armidy )                                       | pasticcio | 2 jednání | Michael Rophino Lacy, podle libreta Jacopa Ferrettiho pro La Cenerentola | 13. dubna 1830     | Londýn, Covent Garden    |
| L'ape musicale (upraveno z oper Rossiniho, Cimarosy, Mozarta, Zingarelliho a Salieriho )                                                              | pasticcio | 1 jednání | Lorenzo Da Ponte                                                         | 20. dubna 1830     | New York, Park Theatre   |
| Andremo a Parigi? (upraveno Jean-Henri Dupine z Cesty do Remeše )                                                                                     | pasticcio | 2 jednání | Luigi Balocchi a Jean-Henri Dupin                                        | 26. října 1848     | Paříž, Théâtre-Itálie    |
| Un curioso accidente (upraveno Torribiem Calzadem z Aureliana v Palmýře, Manželství na směnku, Zkoušky lásky a Příležitosti dělá zloděje )            | pasticcio | 2 jednání | Arcangelo Berettoni, podle Carla Goldoniho                               | 27. listopadu 1859 | Paříž, Théâtre-Itálie    |